# Corte Suprema de Texas

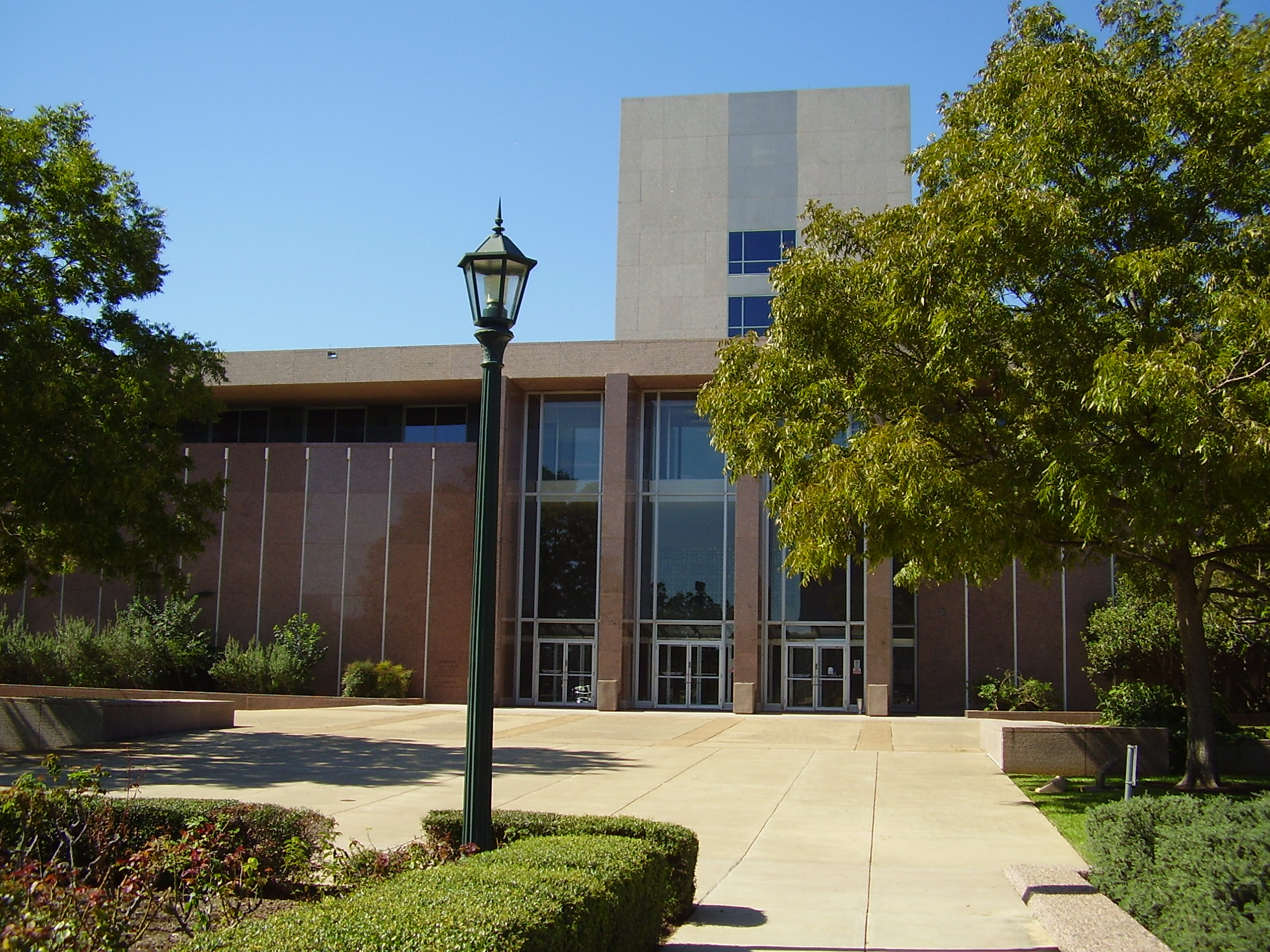
Edificio de la Corte Suprema de Texas

La Corte Suprema de Texas (del inglés: Supreme Court of Texas) es el tribunal de última instancia para los asuntos no penales (asuntos que incluyen la delincuencia juvenil en los casos en los que la ley considera que se trata de materia civil y no criminal) en el estado de Texas. Debe distinguirse de la Corte de Texas de Apelaciones en lo Penal, que es un tribunal diferente de última instancia en materia penal.
El Tribunal está integrado por un Presidente y ocho jueces asociados. El Tribunal se reúne en el centro de Austin, Texas, en un edificio situado en los jardines del Capitolio del Estado, detrás del Capitolio del Estado de Texas.